# 皮儿马黑麻
皮儿马黑麻（?—?），15世紀蒙古瓦剌使臣，回回人，多次出使明朝。
阿都赤在永乐之后多次出使明朝，正统元年（1436年），太师脱懽派他跟随瓦剌阿都赤向明朝进贡。正统二年（1437年），再次到北京朝贡。因多次出使，明英宗封他为指挥使、都指挥佥事。正统十年（1445年），到北京进贡马匹皮货，升任都指挥同知。正统十二年（1447年），率领二千四百七十二人至北京贡马，升为都指挥使。正统十三年（1448年），升为都督佥事。土木之变后，景泰元年（1450年），率领一千六百五十二人至北京贡马，升任左都督。景泰六年（1455年），作为大汗马可古儿吉思正使进京朝贡。天顺元年（1457年），太师孛来派他到北京朝贡，他表示愿意留京自效，随后跟随马政、哈铭去蒙古赏赐孛来。五月再以蒙古使者身份到北京献出宝玺，明朝让他回赐蒙古彩缎。随后，率领族人七十余人留在北京，明朝赐名马克顺。